# 구보이즈미촌
구보이즈미촌(久保泉村)은 사가현 사가군에 속해있던 촌이다.

## 지리
사가 평야의 북쪽 끝, 긴류산 남쪽에 위치했다.

## 역사
- 1889년 4월 1일 - 정촌제 시행에 의해 사가군 구보이즈미촌이 성립하였다.
- 1954년 10월 1일 - 사가시에 편입해 폐지되었다.

## 교통

### 철도
- 일본국유철도
  - 나가사키 본선

## 참고문헌
- 角川日本地名大辞典 41 佐賀県
- 『市町村名変遷辞典』東京堂出版、1990年。